# 기쓰키시
기쓰키시(일본어: 杵築市)는 일본 오이타현 북동부에 있는 시이다. 2005년 10월 1일에 인접하는 하야미군 야마가정, 니시쿠니사키군 오타촌과 합병해 새로운 기쓰키시가 되었다.

## 지리
오이타시와 벳푸만을 사이에 두고 북쪽으로 마주보며 구니사키 반도의 남단부에 위치한다. 육로로는 오이타시 중심부에서 약 35km 떨어져 있다. 시 남부에서 남동부에 걸쳐 벳푸만과 접하고 남동부에는 모리에만으로 불리는 작은 만이 있다. 북부와 서부는 산지이다. 우사시와 인접하는 다테이시 고개는 옛 분고국과 부젠국의 경계이다.

## 인접하는 자치체
- 분고타카다시
- 우사시
- 구니사키시
- 하야미군 히지정

## 역사
에도 시대에는 기쓰키번 노미 마쓰다이라가의 3만 2천 석 조카마치(성시)로 번창했고 폐번치현 때까지 구니사키 반도의 정치·경제 중심지였다.
- 1889년 4월 1일 - 정촌제 시행으로 하야미군 기쓰키정이 성립하였다.
- 1933년 4월 1일 - 오후치촌이 기쓰키정에 편입되었다.
- 1936년 1월 1일 - 히가시촌이 기쓰키정에 편입되었다.
- 1955년 4월 1일 - 기쓰키정·야사카촌·기타키쓰기촌·나카리에촌이 신설 합병해 기쓰키시가 성립하였다.
- 2005년 10월 1일 - 기쓰키시·하야미군 야마가정·니시쿠니사키군 오타촌이 신설 합병해 기쓰키시가 되었다.

## 경제
농업과 수산업이 중심이지만 오이타 공항과 오이타시·벳푸시의 중간에 위치한 좋은 조건 덕분에 첨단기술 산업이 입지하고 있다.

## 교통

### 철도
- 규슈 여객철도 닛포 본선

### 도로
- 국도 10호선
- 국도 213호선

## 인구
| 연도                          | 인구   | ±%     |
| ----------------------------- | ------ | ------ |
| 1950                          | 52,414 | —      |
| 1955                          | 50,544 | −3.6%  |
| 1960                          | 47,543 | −5.9%  |
| 1965                          | 42,617 | −10.4% |
| 1970                          | 38,504 | −9.7%  |
| 1975                          | 36,299 | −5.7%  |
| 1980                          | 35,066 | −3.4%  |
| 1985                          | 34,816 | −0.7%  |
| 1990                          | 34,095 | −2.1%  |
| 1995                          | 33,370 | −2.1%  |
| 2000                          | 33,363 | −0.0%  |
| 2005                          | 33,567 | +0.6%  |
| 2010                          | 32,087 | −4.4%  |
| 2015                          | 30,185 | −5.9%  |
| 2020                          | 27,999 | −7.2%  |
| Kitsuki population statistics |        |        |

## 기후
| 기쓰키시의 기후                                              | 기쓰키시의 기후 | 기쓰키시의 기후 | 기쓰키시의 기후 | 기쓰키시의 기후 | 기쓰키시의 기후 | 기쓰키시의 기후 | 기쓰키시의 기후 | 기쓰키시의 기후 | 기쓰키시의 기후 | 기쓰키시의 기후 | 기쓰키시의 기후 | 기쓰키시의 기후 | 기쓰키시의 기후 |
| 월                                                           | 1월             | 2월             | 3월             | 4월             | 5월             | 6월             | 7월             | 8월             | 9월             | 10월            | 11월            | 12월            | 연간            |
| ------------------------------------------------------------ | --------------- | --------------- | --------------- | --------------- | --------------- | --------------- | --------------- | --------------- | --------------- | --------------- | --------------- | --------------- | --------------- |
| 역대 최고 기온 °C (°F)                                       | 19.4 (66.9)     | 24.0 (75.2)     | 28.8 (83.8)     | 30.4 (86.7)     | 33.0 (91.4)     | 35.1 (95.2)     | 36.7 (98.1)     | 37.4 (99.3)     | 35.6 (96.1)     | 32.3 (90.1)     | 28.3 (82.9)     | 24.2 (75.6)     | 37.4 (99.3)     |
| 일평균 최고 기온 °C (°F)                                     | 10.2 (50.4)     | 11.0 (51.8)     | 14.2 (57.6)     | 19.0 (66.2)     | 23.3 (73.9)     | 25.9 (78.6)     | 29.7 (85.5)     | 31.0 (87.8)     | 27.9 (82.2)     | 23.2 (73.8)     | 17.8 (64.0)     | 12.5 (54.5)     | 20.5 (68.9)     |
| 일일 평균 기온 °C (°F)                                       | 5.3 (41.5)      | 6.0 (42.8)      | 9.1 (48.4)      | 13.8 (56.8)     | 18.3 (64.9)     | 21.8 (71.2)     | 25.8 (78.4)     | 26.8 (80.2)     | 23.6 (74.5)     | 18.3 (64.9)     | 12.7 (54.9)     | 7.5 (45.5)      | 15.8 (60.3)     |
| 일평균 최저 기온 °C (°F)                                     | 0.7 (33.3)      | 1.1 (34.0)      | 3.9 (39.0)      | 8.3 (46.9)      | 13.3 (55.9)     | 18.3 (64.9)     | 22.7 (72.9)     | 23.5 (74.3)     | 20.0 (68.0)     | 13.8 (56.8)     | 7.8 (46.0)      | 2.7 (36.9)      | 11.3 (52.4)     |
| 역대 최저 기온 °C (°F)                                       | −6.8 (19.8)     | −6.7 (19.9)     | −4.9 (23.2)     | −2.3 (27.9)     | 2.1 (35.8)      | 9.5 (49.1)      | 14.9 (58.8)     | 17.1 (62.8)     | 9.9 (49.8)      | 2.2 (36.0)      | −1.9 (28.6)     | −5.0 (23.0)     | −6.8 (19.8)     |
| 평균 강수량 mm (인치)                                        | 47.1 (1.85)     | 59.9 (2.36)     | 98.0 (3.86)     | 118.0 (4.65)    | 133.5 (5.26)    | 287.7 (11.33)   | 255.3 (10.05)   | 135.4 (5.33)    | 184.7 (7.27)    | 107.7 (4.24)    | 63.4 (2.50)     | 49.2 (1.94)     | 1,524.6 (60.02) |
| 평균 강수일수 (≥ 1.0 mm)                                     | 6.7             | 7.9             | 10.0            | 9.6             | 9.1             | 13.2            | 12.1            | 9.3             | 9.8             | 6.8             | 6.5             | 6.5             | 107.5           |
| 평균 월간 일조시간                                           | 145.5           | 142.7           | 175.0           | 192.5           | 201.9           | 146.5           | 183.0           | 212.3           | 158.8           | 168.7           | 145.4           | 144.3           | 2,024.1         |
| 출처: 일본 기상청 (평년값: 1991년~2020년, 극값: 1978년~현재) |                 |                 |                 |                 |                 |                 |                 |                 |                 |                 |                 |                 |                 |